# Rudolf Weckerling
Rudolf Weckerling (* 3. Mai 1911 in Wiesbaden-Biebrich; † 31. Januar 2014 in Berlin) war ein deutscher evangelischer Pfarrer, der in der NS-Zeit der Bekennenden Kirche angehörte. Nach dem Zweiten Weltkrieg engagierte er sich in der Friedensarbeit (so unter anderem in der Kampagne Kampf dem Atomtod), der Ökumene und im jüdisch-christlichen Dialog.

## Leben
Weckerling studierte ab 1929 Evangelische Theologie in Heidelberg, Rostock, Berlin und Marburg. Im September 1933, kurz nach seinem Ersten Theologischen Examen, konnte er mit einem Jahresstipendium nach London gehen, wo er Dietrich Bonhoeffer und George Kennedy Allen Bell kennenlernte. 1934 wurde er noch als Vikar Mitglied der Bekennenden Kirche. Nach seiner Ordination zum Pfarrer tat er Dienst in Kirchengemeinden Hessens, Pommerns und Brandenburgs. Wegen eines Fürbittgottesdienstes für den inhaftierten Martin Niemöller geriet er erstmals selber in Haft und hatte danach noch mehrfach Ausweisungen und Gestapohaft zu erleiden. 1941 wurde er zum Kriegsdienst in der Wehrmacht eingezogen.
Nach der Befreiung vom Nationalsozialismus wurde er zunächst Pfarrer in Berlin-Spandau und 1953 dann Studentenpfarrer in Berlin. Zunächst war er sowohl für die Humboldt-Universität in Ost-Berlin als auch die Technische Universität Berlin in West-Berlin zuständig, ab 1954 beschränkte sich sein Amt auf die TU. Bis zum Mauerbau 1961 hielt er an einer Gesamtberliner Studentengemeinde fest, die gemeinsame Veranstaltungen für ihre Mitglieder abhielt.
Weckerling beteiligte sich an der Kampagne Kampf dem Atomtod. In diesem Zusammenhang sprach er unter anderem als Studentenpfarrer auf der Abschlusskundgebung eines Schweigemarsches im April 1958. Im selben Jahr reiste er nach Prag zu einem Treffen der Christlichen Friedenskonferenz. 1959 organisierte er mit Hilfe von Heinz Galinski einen Israelbesuch einer deutschen Studentengruppe. 1961 gehörte er zu den Gründungsmitgliedern der AG Juden und Christen beim Deutschen Evangelischen Kirchentag.
Im Jahr 1962 ging er im Auftrag des Christlichen Studenten-Weltbundes als „Fraternal Secretary“ nach Monrovia (Liberia). Von 1964 bis 1970 war er als Gemeindepfarrer in der deutschsprachigen evangelischen Gemeinde in Beirut tätig. Zu diesem Aufgabenfeld gehörte auch die Betreuung der Gemeinden in Syrien, Irak, Kuweit und Zypern. Ab 1971 arbeitete er am Ökumenisch-Missionarischen Institut von Berlin. Von 1976 bis 1981 war er als Pfarrer in der Genezareth-Gemeinde Berlin-Neukölln tätig.
Weckerling gründete 2005 mit einer Spende von 100.000 DM zum Andenken an seine (verstorbene) ebenfalls in der Friedensarbeit engagierte Frau Helga eine Stiftung, die die Arbeit der Aktion Sühnezeichen unterstützt. Als Vortragender und als Zeitzeuge in Gesprächen mit der jüngeren Generation gab er seine Erfahrungen aus der NS-Diktatur und zur Überwindung von Feindschaft zwischen den Völkern weiter. Er übersetzte ökumenische Texte und solche zum christlich-jüdischen Dialog aus dem Englischen ins Deutsche. Neben eigenen Veröffentlichungen zu diesen Themen war er als Herausgeber tätig.
Am 9. Januar 2009 schrieb er einen Brief an ehemalige sowjetische Kriegsgefangene, der auf Russisch veröffentlicht wurde.

## Werke
- Gibt es einen christlichen Pazifismus? In: Rudolf Weckerling u. a. (Hrsg.): Wege des Friedens. Gertrud Kurz zum 70. Geburtstag. Zollikon-Zürich 1960, S. 97–104 (auch in: Die Zeichen der Zeit. Band 15, 1961, S. 208–212)[7]
- Die evangelische Kirche zwischen Ost und West. Evangelischer Verlag, Zollikon-Zürich 1946.
- Ingrid Ehrler, Constanze Kraft (Hrsg.): Vom Kuss Gottes: Sechzig Predigten aus sieben Jahrzehnten. Schkeuditz 2012.

### Als Liederdichter
- „Mit Maria grüßt den Herren“

### Als Übersetzer
- Ralph Neuman: Erinnerungen an meine Jugendjahre in Deutschland 1926–1946. Gedenkstätte Deutscher Widerstand, Berlin 2005, ISBN 3-926082-23-2.
- Rainer Kampling, Michael Weinrich (Hrsg.): Dabru emet – redet Wahrheit. Eine jüdische Herausforderung zum Dialog mit den Christen.[5]
- Jon D. Levenson: Wie der Jüdisch-Christliche Dialog nicht geführt werden soll. aus: Commentary. Dezember 2001.[8]
- Josef Lukl Hromádka; Rudolf Weckerling (Übersetzung und Bearbeitung): Sprung über die Mauer. Vogt, Berlin 1961, DNB 452114470.
- George Kennedy Allen Bell: Kirche in der Welt. Wichern, Berlin-Spandau 1948, DNB 450348393

### Als Herausgeber
- Elisabeth Rotten: Idee und Liebe. In: Durchkreuzter Haß. Vom Abenteuer des Friedens. Berichte und Selbstdarstellungen. Heinrich Grüber zum 70. Geburtstag. 2. Auflage. Wichern, Berlin 1961, S. 78–84; wieder in: Schweizerische Lehrerzeitung. (Beilage: Berner Schulblatt), Jahrgang 107, Heft 6, 1962, S. 177–179; hier (1961), S. 78f.[9]
- mit Wolfgang See (Hrsg.): Frauen im Kirchenkampf: Beispiele aus der Bekennenden Kirche Berlin-Brandenburg 1933 bis 1945. Wichern, Berlin 1982, ISBN 3-88981-006-3.
- mit Günter Brakelmann u. a. (Hrsg.): Jenseits vom Nullpunkt? Christsein im westlichen Deutschland. Bischof D. Kurt Scharf zum 70. Geburtstag am 21. Oktober 1972. Kreuz-Verlag, Stuttgart 1972, ISBN 3-7831-0390-8.
- Le Chaim: Eine Reise nach Israel. Junge Deutsche berichten. Vogt, Berlin 1962, DNB 450766977.